# 살게쉬
살게쉬(독일어: Salgesch, 프랑스어: Salquenen 살퀴넨[*])는 스위스 발레주의 로이크구에 있는 자치체이다.

## 역사
살게쉬는 11세기에 Salconio로 처음 언급되었다. 1225년에 그것은 Salquenum으로 언급되었다.
살퀴넨이 농촌에서 오늘날의 와인 마을로 변모하기 시작한 것은 제2차 세계 대전 이후에 시작되었다. 오늘날에는 203ha의 포도밭과 40개 이상의 와이너리가 있다.

## 지리

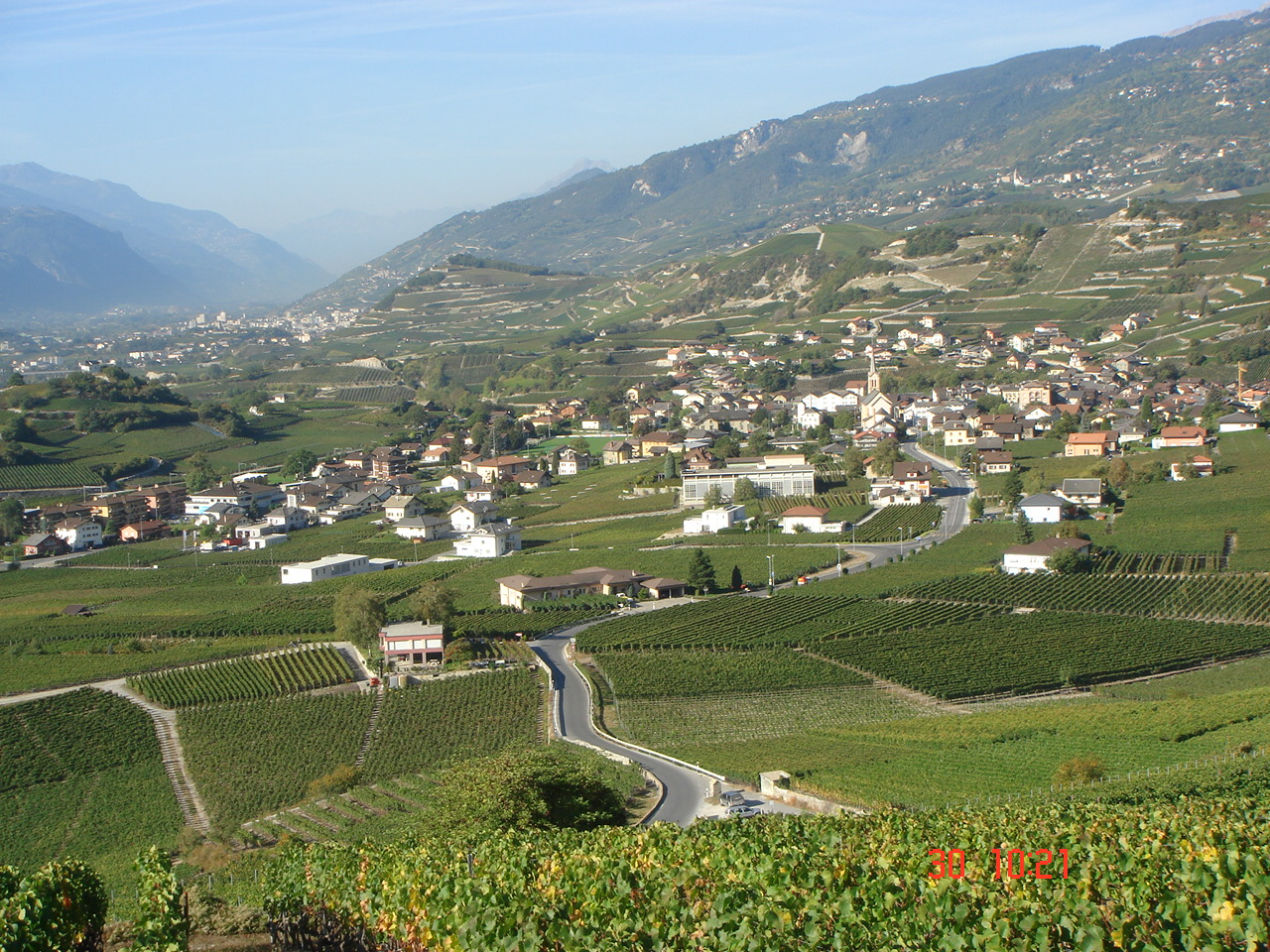
살퀴넨 마을

살게쉬의 면적은 2009년 기준으로 11.3k㎡이다. 이 지역 중 2.42k㎡ (21.3%)가 농업 목적으로 사용되는 반면 5.72k㎡ (50.4%)는 산림이다. 나머지 토지 중 1.1k㎡ (9.7%)가 정착(건물 또는 도로), 0.37k㎡ 또는 3.3%가 강 또는 호수이며 1.75k㎡(15.4%)는 불모지이다.
건설 면적 중 주택 및 건물이 2.6%, 교통 기반 시설이 3.4%를 차지했다. 전력 및 수자원 기반 시설 및 기타 특별 개발 지역이 면적의 1.7%를 구성하고 공원, 녹지대 및 스포츠 경기장이 1.4%를 구성했다. 산림면적의 47.0%는 산림이 우거져 있고 3.4%는과수원이나 작은 나무 군락으로 덮여 있다. 농경지 중 0.1%는 작물 재배에 사용되며 2.6%는 목초지로, 18.7%는과수원이나 덩굴 작물에 사용된다. 시정촌의 물 중 0.3%는 호수에, 3.0%는 강과 시내에 있다. 비생산적인 지역 중 10.6%는 비생산적인 초목이고 4.9%는 초목이 자라기에는 너무 바위가 많은 지역이다.
시정촌은 핀발트 건너편 폰 계곡의 오른쪽에 있는 로이크구에 있다. 발레주에서 가장 서쪽에 있는 독일어 사용 자치체이다.
중세 시대의 작은 수로가 시정촌을 관통한다. 현지에서는 Mengis-Wasserleitu, Suon von 살게쉬 또는 Bisse de Mengis로 알려져 있다.

## 인구통계

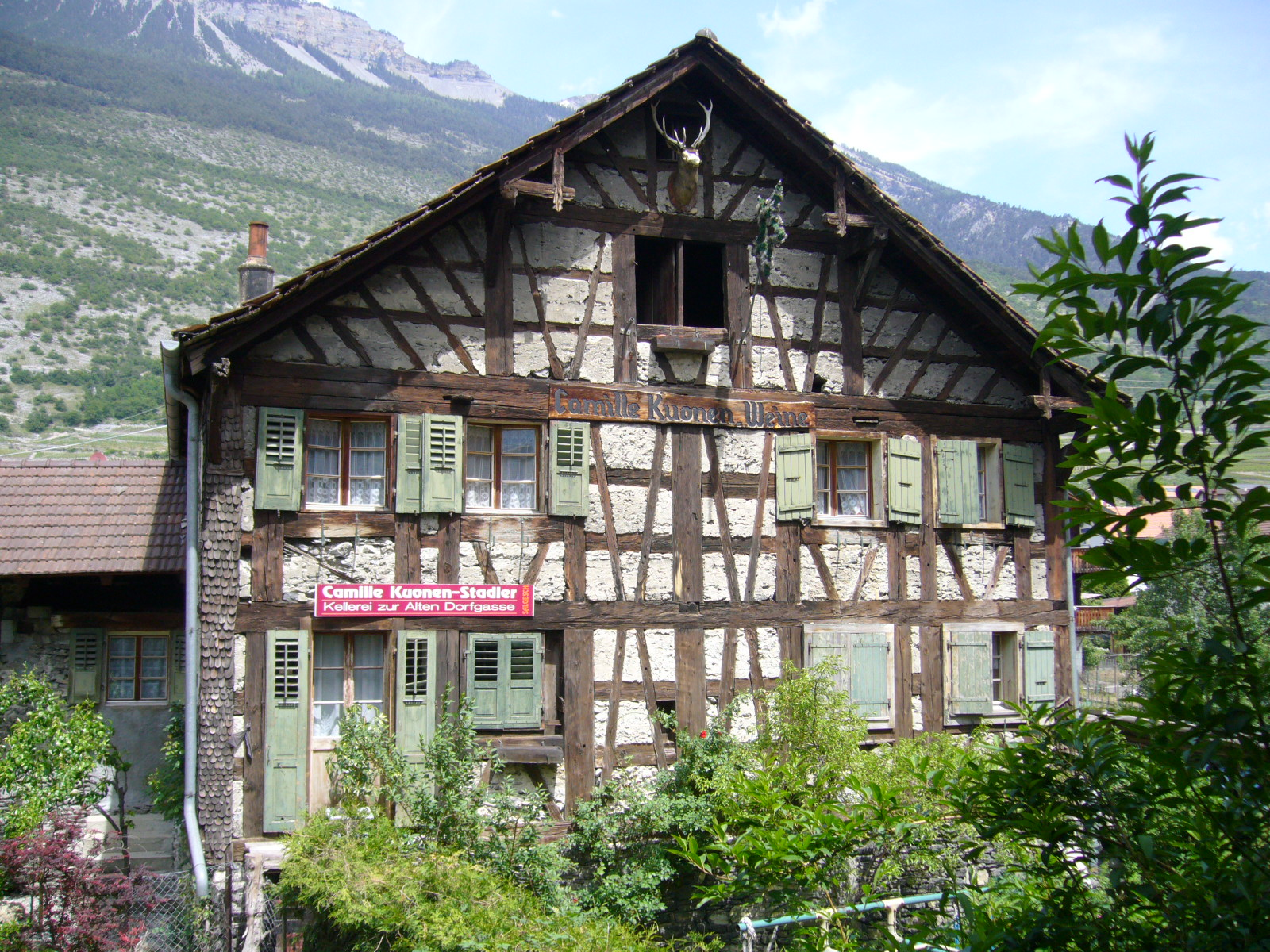
오래된 반목조 가옥

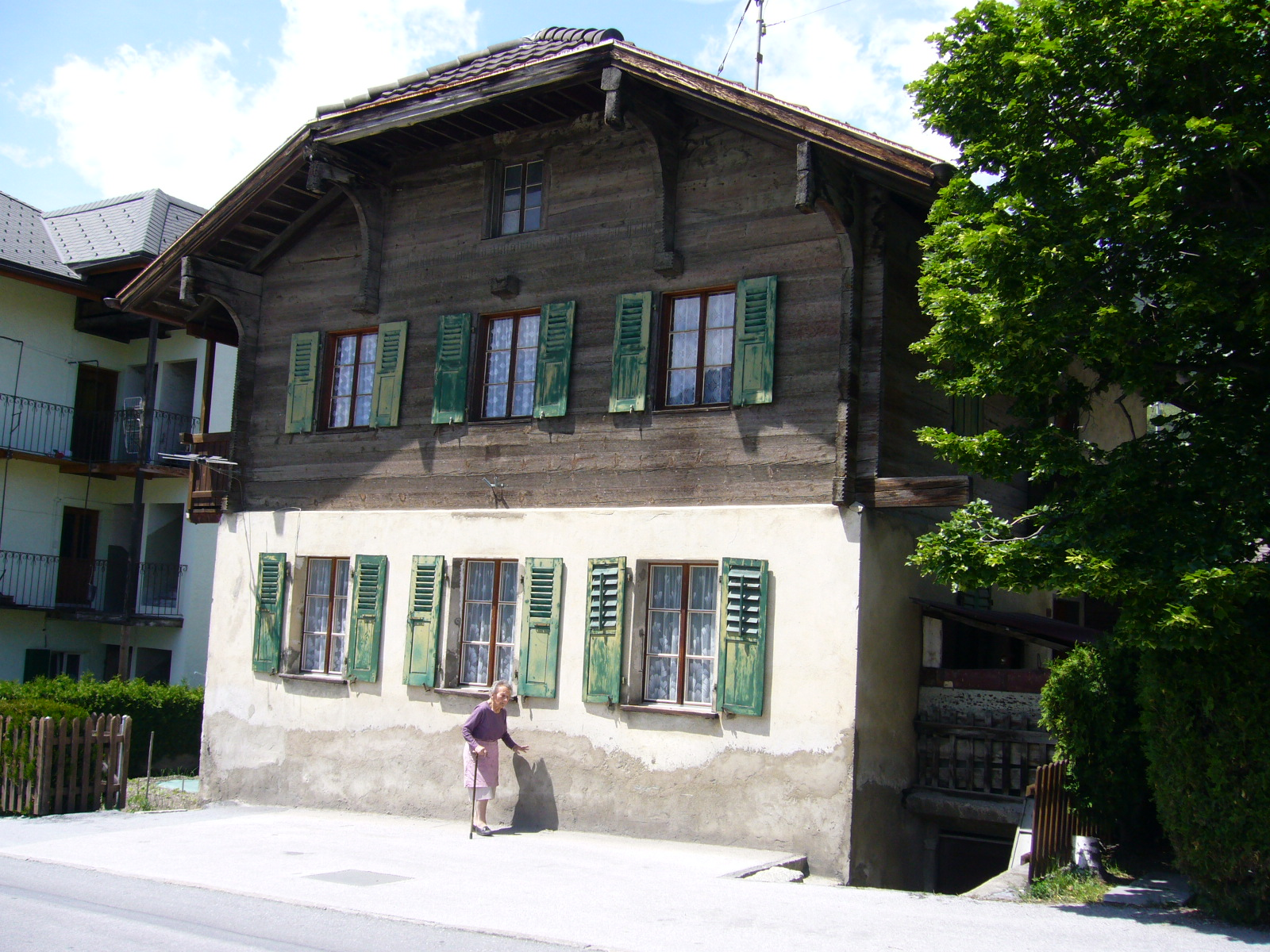
살게쉬의 주택

살게쉬의 인구(2020년 12월 기준)는 1,567명이다. 2008년 기준으로 인구의 10.1%가 거주하는 외국인이다. 지난 10년(1999-2009년) 동안 인구는 4.7%의 비율로 변화했다. 이주로 인해 -0.2%의 비율로, 출생 및 사망으로 인해 0.3%의 비율로 변경되었다.
2000년 기준, 인구 대부분인 1,057명(88.2%)이 독일어를 모국어로 사용하고, 프랑스어는 107명(8.9%)으로 두 번째로 많이 사용하고, 이탈리아어는 11명(0.9%)으로 세 번째이다.
2008년 기준으로 인구의 성별 분포는 남성 50.9%, 여성 49.1%이다. 인구는 601명의 스위스 남성(인구의 44.6%)과 85명(6.3%)의 비스위스계 남성으로 구성되었다. 스위스 여성은 599명(44.4%), 비스위스계 여성은 63명(4.7%)이었다. 지자체의 인구 중 748명(62.4%)이 살게쉬에서 태어나 2000년에 그곳에 살았다. 같은 주에서 태어난 287명(24.0%)이 있었고, 68명(5.7%)은 스위스 타지에서 태어났다. 56명(4.7%)은 스위스 밖에서 태어났다.
인구의 연령분포(2000년 기준)는 아동·청소년(0~19세)이 21.8%, 성인(20~64세)이 61.4%, 노인(64세 이상)이 ) 16.8%를 차지한다.
2000년 기준으로 시정촌에는 미혼이거나 독신인 사람이 459명 있다. 기혼자는 619명, 미망인은 80명, 이혼한 사람은 40명이었다.
2000년 기준으로 시정촌의 개인가구는 479세대로 가구당 평균 2.4명이다. 1인 가구는 142가구, 5인 이상 가구는 37가구였다. 총 489가구 중 1인 가구가 29.0%로 부모와 동거하는 성인이 10명이었다. 나머지 가구 중 자녀가 없는 기혼 부부는 128가구, 자녀가 있는 기혼 부부는 169가구, 자녀가 있는 편부모는 22가구였다. 8가구는 혈연관계가 없는 사람들로, 10가구는 일종의 기관이나 집단주택으로 구성되어 있었다.
2000년 에는 총 343개 주거동 중 205호(전체의 59.8%)가 단독주택이었다. 다가구는 72채(21.0%), 주거용으로 주로 사용되는 다목적 건물은 25채(7.3%), 기타 용도(상업·공업)가 41채(12.0%)였다.
2000년에는 총 436채(전체의 85.3%)가 상설 임대되었고, 56채(11.0%)가 성수기, 19채(3.7%)가 비어 있었다. 2009년 기준 신규주택 건설률은 인구 1,000명당 3.7세대이다. 2010년 시정촌 공실률은 1.28%였다.
역사적 인구는 다음 차트에 나와 있다.

## 정치
2007년 연방 선거에서 가장 인기 있는 정당은 68.06%의 득표율을 기록한 CVP였다. 다음으로 가장 인기 있는 세 정당은 SVP (17.94%), SP (9.27%), FDP (2.77%)였다. 이번 연방 총선에서는 총 711표가 투표율 73.6%를 기록했다.
2009년 국무원 선거에서 총 788표가 투표되었으며, 그중 32표 또는 약 4.1%가 무효표였다. 투표 참여율은 82.8%로 주 평균인 54.67%를 훨씬 웃돌았다. 2007년 스위스 상원 선거에서 총 706표가 투표되었으며, 그중 52표(약 7.4%)가 무효표였다. 투표 참여율은 73.1%로 주 평균 59.88%를 크게 웃돌았다.

## 경제
2010년 현재 살게쉬의 실업률은 2.4%이다. 2008년 기준으로 1차 경제 부문에 223명이 고용되어 있으며, 이 부문에 약 100개 기업이 참여하고 있다. 300명이 2차 부문에 고용되었고, 이 부문에 25개의 기업이 있었다. 213명이 3차 부문에 고용되어 있으며, 이 부문에는 47개의 기업이 있다. 시정촌 주민은 586명으로 일정 정도 고용되었으며, 그중 여성이 전체 노동력의 35.0%를 차지하였다.
2008년에 정규직에 상응하는 총 일자리 수는 569개였다. 1차 부문의 일자리 수는 122개였으며 모두 농업에 있었다. 2차 부문의 일자리 수는 274개로 그중 112개(40.9%)가 제조업, 151개(55.1%)가 건설업이었다. 3차 부문의 일자리 수는 173개였다. 3차 부문에서 79개(45.7%)는 도소매 또는 자동차 수리, 21개(12.1%)는 상품의 이동 및 보관, 32개(18.5%)는 호텔 또는 레스토랑, 2개(1.2%)는 보험 또는 금융업이었다. 산업계의 경우 10개(5.8%)가 기술 전문가 또는과학자였으며, 9개(5.2%)가 교육 분야에 있었다.
2000년 기준으로 시정촌으로 출퇴근하는 근로자는 232명, 출퇴근자는 331명이었다. 지자체는 근로자의 순수출 지자체로, 들어오는 1명당 약 1.4명의 근로자가 지자체를 떠나고 있다. 근로 인구의 11.9%가 대중교통을 이용하여 출퇴근하고, 56.7%가 자가용을 이용하였다.

## 종교
2000년 인구 조사에 따르면 1,095명(91.4%)이 로마 가톨릭 신자이고, 28%(2.3%)가 스위스 개혁 교회에 속해 있다. 나머지 인구 중 정교회 교인은 14명 (1.17%)이었고, 다른 기독교 교인은 1명이었다. 이슬람교 7명(0.58%)이 있었다. 불교 2명 있었다. 24명(2.00%)은 교회에 속하지 않았고 불가지론자 또는 무신론자였으며 27명(2.25%)은 질문에 대답하지 않았다.

## 교육
살게쉬에서는 인구의 약 407명(34.0%)이 비필수 고등 중등 교육을 이수했으며, 83명(6.9%)이 추가 고등교육(대학 또는 응용학문대학)을 마쳤다. 고등교육을 마친 83명 중 69.9%가 스위스 남성이고, 21.7%가 스위스 여성이었다.
2010-2011학년도 동안 살게쉬 학교 시스템에는 총 128명의 학생이 있었다. 발레주의 교육 시스템은 어린이들이 1년 동안 의무가 아닌 유치원에 다닐 수 있도록 허용한다. 해당 학년도에는 2개의 유치원 학급(KG1 또는 KG2)과 25명의 유치원생이 있다. 주의 학교 시스템은 학생들이 6년 동안 초등학교에 다닐 것을 요구한다. 살게쉬에는 초등학교에 총 8개의 학급과 128명의 학생이 있었다. 중등 학교 프로그램은 3년의 낮은 의무 교육(오리엔테이션 수업)과 3~5년의 선택적인 고급 학교로 구성된다. 살게쉬의 모든 중고등학생은 인근 시정촌에 있는 학교에 다닌다.
2000년 현재, 살게쉬에서 66명의 학생이 시외 학교에 다녔다.

## 그랑 크뤼 드 살퀴넨

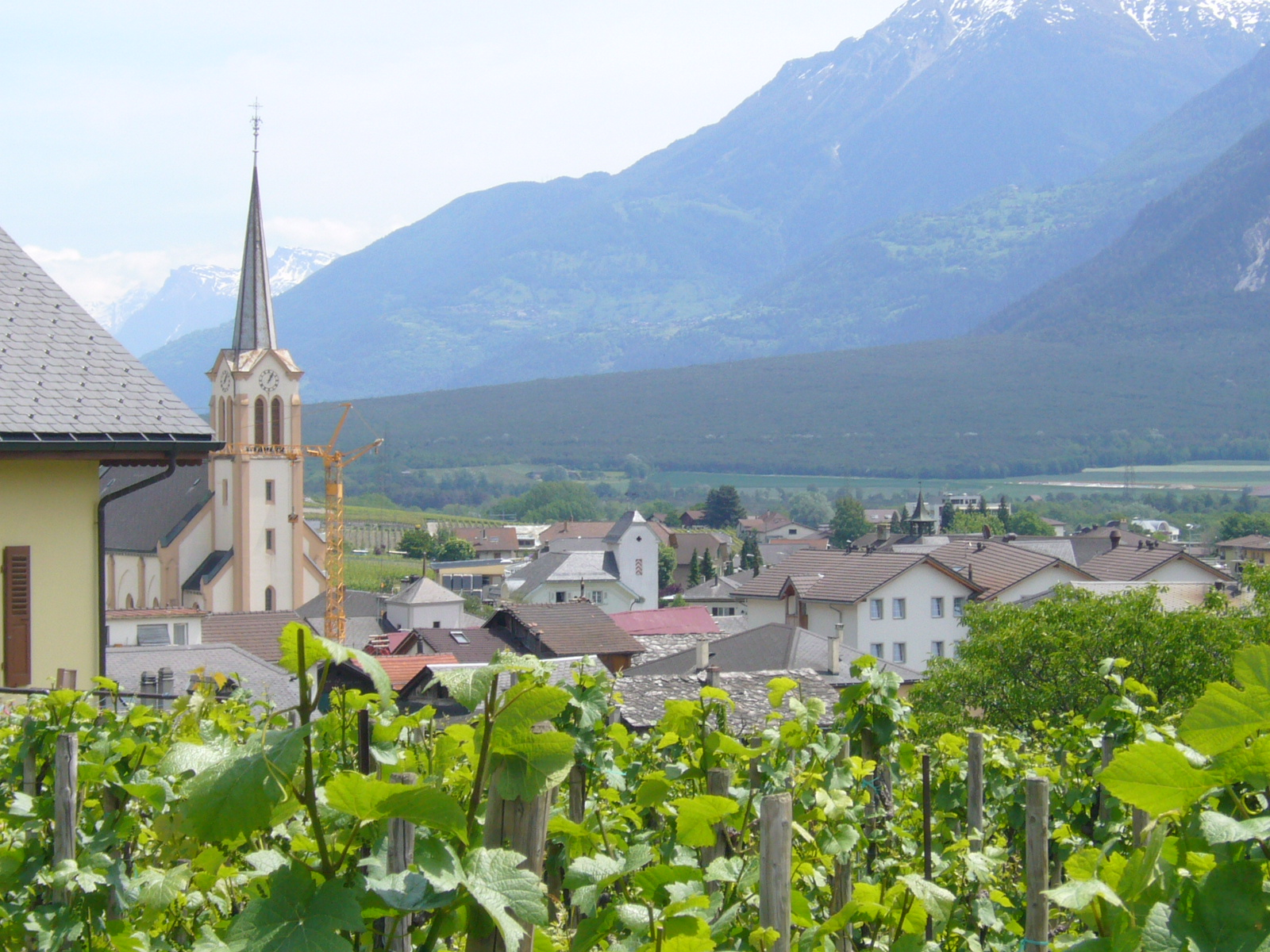
살게쉬의 포도밭

그랑 크뤼 드 살퀴넨(Grand Cru de Salquenen)은 지자체에서만 생산되는 와인이다.
살퀴넨의 와인 생산자는 매우 엄격하며 레이블의 요구사항도 엄격하다. 포도 생산량은 제곱미터당 800g으로 제한된다.
그랑 크뤼 포도의 당도는 96° 외칠레 이상이어야 한다. 또한, 통합 생산 방식으로 재배된 포도만 인정한다. 배럴에서 설탕을 첨가, 혼합 또는 숙성하는 것은 엄격히 금지되어 있다.
와인은 국가 와인 시음 위원회에 제출되기 전에 최소 15개월 동안 생산자의 저장고에서 숙성되어야 한다. 그랑 크뤼(Grand Cru)는 20점 만점에 18점을 받고 살퀴넨의 황금 라벨을 부착해야 그랑 크뤼(Grand Cru)라고 불릴 수 있다.

## 살퀴넨과 주변 행사
살퀴넨과 그 주변에는 다음과 같은 다양한 와인 관련 활동이 있다. 와인 트레일, Green Lizard 또는 Domaine de la Doline에서 토지 소유자가 지형의 4분의 1을 사용하여 희귀한 식물과 멸종 위기에 처한 종에게 생활 공간을 제공한다. 와인 심포지엄, VINEA: The Valaisan 와인 회의 및 포도나무를 교육하는 지하실 활동 포도를 포도주로 바꾸는 과정에 대한 행사 등이 있다.

## 교통
- 살게쉬역